# Aeroportul Constantin Brâncuși București
Aeroportul Constantin Brâncuși București sau Aeroportul București Sud este un aeroport propus pentru a fi construit în sudul Bucureștiului. În Iunie 2018, guvernul României a adoptat un pachet de investiții strategice, printre care se afla și construirea unui aeroport în sudul capitalei.
Aeroportul va purta numele marelui sculptor român Constantin Brâncuși. Conform South Development Group, dezvoltatorul proiectului, aeroportul se va construi pe o suprafață de 2500 de hectare, urmând a avea 5 terminale construite în 3 faze. Acesta va servi atât traficului de pasageri (fiind capabil pentru a transporta 30 de milioane de pasageri/an), cât transportului de marfă. Transportul terestru al urma să fie asigurat prin autostrada Craiova-Alexandria-București, precum și prin viitoarea rețea de metrou Piața Unirii-Bragadiru. Pachetul de investiții urmează să fie pregătit și atribuit în cadrul unui parteneriat public-privat de către Comisia Națională pentru Strategie și Prognoză.

## Istoric
Proiectul aeroportului a fost anunțat în septembrie 2019 de către ministrul economiei de atunci, Niculae Bădălău. În noiembrie 2019, Abu Dhabi Airports a anunțat semnarea unui memorandum de înțelegere cu South Development Group pentru realizarea Aeroportului Constantin Brâncuși.
În februarie 2021 s-a semnat un acord și cu Trillium Fund - fond ce include companiile Surbana Jurong (Singapore), Mitsubishi Corporation (Japonia) și Aeroportul Internațional Changi (Singapore) - pentru dezvoltarea aeroportului. Pe lângă aeroportul propriu-zis, planurile includ și un centru de afaceri și expozițional, dar și un complex rezidențial.